# Roger Williamson
Roger Williamson (Ashby-de-la-Zouch, 2 febbraio 1948 – Zandvoort, 29 luglio 1973) è stato un pilota automobilistico inglese, morto durante il Gran Premio d'Olanda 1973 di Formula 1.

## Carriera

### Formula 3
Williamson vinse nel 1971 e 1972 il campionato britannico di Formula 3 prima di esordire in F1 nella stagione 1973 con la March.

### Formula 1 e la precoce morte
Nel primo gran premio in cui riuscì a qualificarsi, in Gran Bretagna, si ritirò dalla gara.
Alla sua seconda apparizione, sul circuito di Zandvoort durante il Gran Premio d'Olanda (un evento atteso dopo un'assenza di un anno a causa della messa in sicurezza dell'autodromo con asfalto nuovo, l'installazione di barriere e la costruzione di una torre di controllo), trovò la morte in un incidente.
Durante la corsa, un improvviso sgonfiamento ad uno pneumatico spinse Williamson contro le barriere ad alta velocità catapultando la vettura per quasi trecento metri sulla barriera stessa. La macchina di Williamson si rovesciò e prese fuoco con il conducente incapace di districarsi. Il compagno di marca (ma non di squadra) David Purley venne invano in aiuto di Williamson cercando di raddrizzare la vettura capovolta, sotto gli occhi impotenti dei commissari di gara male attrezzati. Inizialmente in molti, tra i commentatori televisivi e tra i piloti pensarono che Purley fosse il conducente della macchina in fiamme e che non ci fosse alcun pericolo per la vita di un pilota.

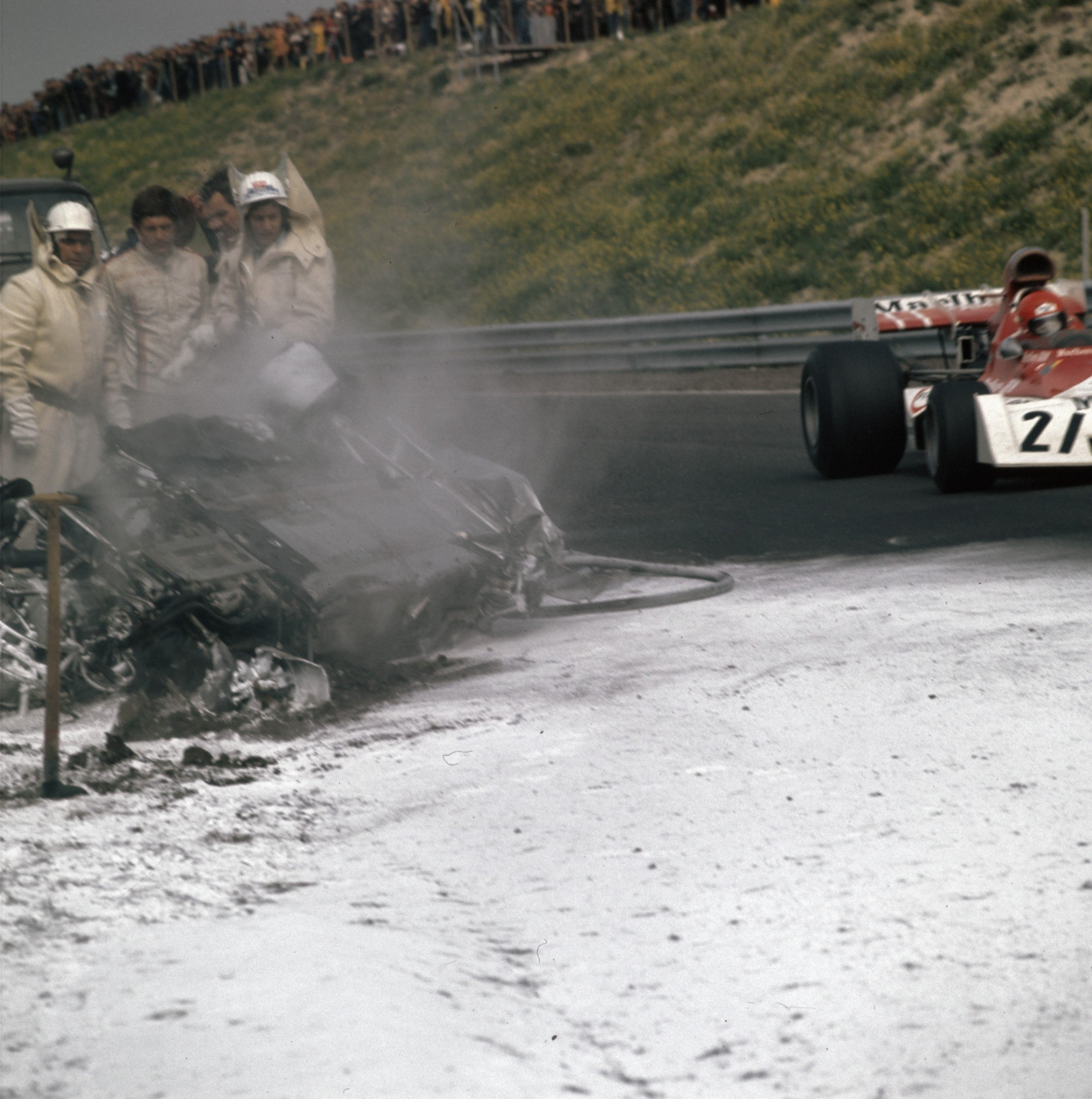
Il fatale incidente occorso a Williamson nel Gran Premio d'Olanda 1973

Purley era l'unico con equipaggiamento adatto a resistere alle fiamme, e l'unico aiuto disponibile fu un piccolo estintore portato da un commissario di gara. I soccorsi veri e propri, tra cui un mezzo antincendio, arrivarono con più di 8 minuti di ritardo in quanto, anche se vicini, costretti a fare un giro completo di pista: con la gara ancora in svolgimento infatti, non fu possibile percorrere il circuito in senso opposto a quello previsto. La polizia, anche con l'aiuto dei cani presenti nella loro dotazione, fece arretrare degli spettatori che avevano scalato i recinti della pista allo scopo di aiutare Purley.
Purley, arrabbiato per la totale mancanza di servizi di sicurezza, cercò prima di coinvolgere i commissari apparentemente renitenti al loro dovere (non erano dotati di tute ignifughe resistenti a temperature dagli 800 ai 1200 gradi centigradi), poi tentò di ribaltare da solo la vettura, incurante del fuoco alimentato dal forte vento che spirava sul circuito e dal passaggio delle vetture a ogni giro, e degli strattoni dei commissari di percorso che volevano allontanarlo dalle fiamme.
Ma per Williamson ormai non c'era nulla da fare: il pilota morì soffocato dai gas prodotti dalle fiamme della sua stessa vettura. Solo una volta conclusa la corsa, i soccorsi decisero di intervenire ed estrarre il corpo dalla vettura (nascosto con un telo una volta spente le fiamme invece di fermare la gara), sotto lo sguardo del compagno di marca Purley.
La salma di Roger Williamson è stata cremata e le sue ceneri sono state disperse.
Il suo compagno di vettura David Purley che in tutti i modi cercò di salvarlo dal triste destino, troverà la morte il 2 luglio 1985 in un incidente aereo acrobatico  precipitando in mare al largo di Bognor Regis.

#### Risultati in Formula 1
| 1973 | Scuderia | Vettura |  |  |  |  |  |  |  |  |     |     |  |  |  |  |  | Punti | Pos. |
| ---- | -------- | ------- |  |  |  |  |  |  |  |  | --- | --- |  |  |  |  |  | ----- | ---- |
| 1973 | March    | 731     |  |  |  |  |  |  |  |  | Rit | Rit |  |  |  |  |  | 0     |      |

| Legenda | 1º posto     | 2º posto | 3º posto    | A punti         | Senza punti/Non class.  | Grassetto – Pole position Corsivo – Giro più veloce |
| Legenda | Squalificato | Ritirato | Non partito | Non qualificato | Solo prove/Terzo pilota | Grassetto – Pole position Corsivo – Giro più veloce |